# Khasi jezik
Khasi jezik (ISO 639-3: kha; ostali nazivi: Kahasi, Kassi, Khasa, Khashi, Khasiyas, Khuchia), jezik naroda Khasi iz Indije kojim govori oko 865 000 ljudi (1997) u državama Meghalaya (distrikti East Khasi Hills, West Khasi Hills i Jaintia Hills; Assam, u distriktima Cachar, Nagaon, North Cachar Hills (danas Dima Hasao), Lakhimpur i Kamrup; Manipur; Zapadni Bengal; Tripura. Također u Bangladešu.
Khasijski pripada istoimenoj skupini sjevernih mon-khmerskih jezika, i ima više dijalekata, od kojih je jednome priznat status posebnog jezika, lyngngam [lyg]. Ostali dijalekti su: bhoi-khasi khasi (cherrapunji, sohra), khynrium, war.

## Vanjske poveznice
- Ethnologue (14th)
- Ethnologue (15th)
- The Khasi Language